# 2022年屯元天大停電事件

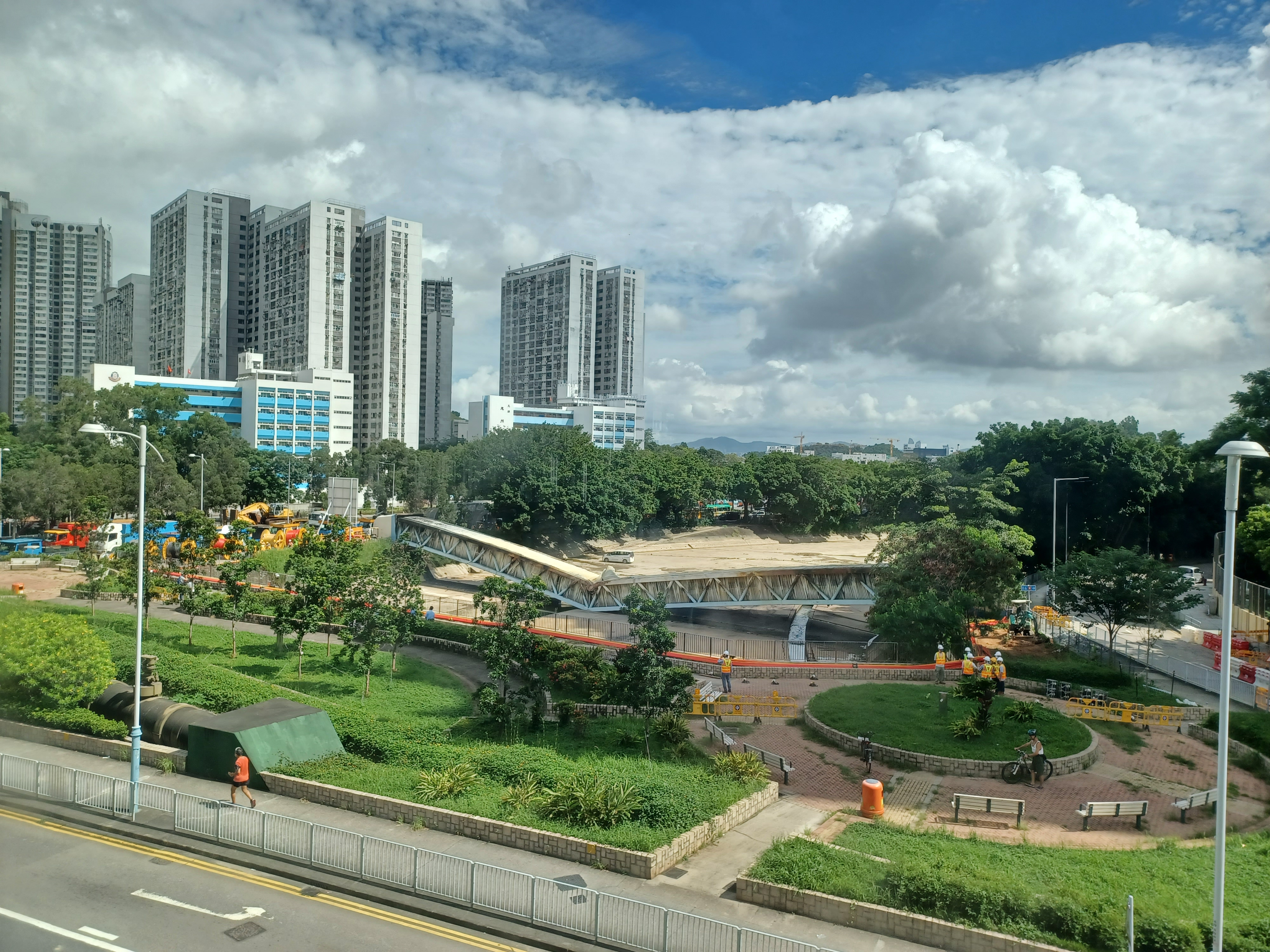
大火發生之後翌日的元朗中華電力電纜橋

2022年香港新界西北大停電事件（又稱2022年屯元天大停電事件或元朗中電電纜橋意外），是指在2022年6月21日至23日香港新界西元朗、天水圍、屯門發生的大範圍停電事件。事件是由於中華電力於元朗宏樂街連接擴業街的一條電纜橋起火所導致。

## 事件經過
2022年6月21日（當日為夏至），元朗宏樂街「朗屏8號」及朗屏站附近一條電纜橋於晚上7時10分起火，消防出動2條喉及2隊煙帽隊灌救，並出動47名消防員及救護員、15輛消防車及救護車，同時首次出動滅火機械人協助滅火及冷卻工作。火警導致分別三組共提供13萬2000伏特的高壓電纜損毀，元朗、屯門及天水圍共16萬客戶被停電，電訊商手機基站亦無法運作，致受影響地區無法對外溝通，部分大廈亦因水泵缺電而沒有鹹淡水供應，其間接獲88宗困𨋢報告。估計受停電影響戶數達16萬。中電企業發展總裁莊偉茵向受影響客戶致歉，並指出中電透過調配輸電，於當晚11時半陸續向14萬客戶恢復電力供應，包括緊急恢復醫院及鐵路的電力，餘下2萬戶包括天晴邨、天澤邨、天悅邨及天富苑的電力供應，相關維修預計需時兩個工作天，已聯絡民政處及管理公司以提供基本供電如電燈和電梯。香港政府於翌日凌晨發出新聞稿，要求中電詳細調查今次事件，找出事故發生的經過和成因，並提交報告，以期避免同類事件再次發生。6月22日早上8時，中電表示受事件影響地區已全面恢復供電，但電力系統可能不穩定，呼籲居民節約用電。全港另有3條同類型電纜橋，中電表示檢查後證實運作正常。香港01報導2條同類型電纜橋，分別位於大圍美田路近美柏苑（橫跨城門河），以及屯門富健花園對出高壓電纜與行人共用天橋（橫跨屯門河）。
2022年6月23日晚上約八時，元朗大棠路一帶約13,000戶供電不穩，消防處表示晚上八時至八時半內，接獲六宗被困升降機的報告。相關停電於8時30分回復正常。中電相信與元朗電纜橋復修工程有關，向受影響的客戶致歉。
2022年6月25日早上10時47分，地下激進港獨組織「Black Bloc」分別於Youtube及Telegram發佈影片，以「朗屏縱火」為題，疑為此次事件承認責任，唯消防指經深入調查後確認事件不屬人為。

## 影響

### 醫療
受停電事故影響，醫管局表示，屯門醫院、博愛醫院及天水圍醫院急症室服務維持正常，但部份緊急病人有可能需要轉送其他醫院，非緊急服務及普通科門診診所服務需要暫停，醫院電力只供應給緊急醫療儀器及收治新冠病人的病房。

### 交通
受停電事故影響，港鐵於2022年6月21日晚上7時30分宣布荃灣西至屯門的列車服務暫停，並安排免費接駁巴士來往荃灣西站至屯門站，而天水圍站則是因為停電而關閉。輕鐵甚至因停電而需要使用人力手動換軌。港鐵公司於晚上7時55分調配葵芳變電站的電力供應至受影響的路段以供回復屯馬綫列車服務直至中電恢復鐵路的電力。
停電其間街燈和交通燈都熄滅，街道陷入全黑的狀態。九巴表示密切留意客量，加強屯門、元朗和天水圍的巴士服務。

### 教育
由於天水圍局部地區仍然停電，教育局經聯繫後得知部分學校無法如常運作，天水圍地區共有14所學校在停電事故發生翌日（2022年6月22日）需要停課。包括中華基督教青年會中學、伊利沙伯中學舊生會湯國華中學、香港青年協會李兆基書院、天水圍循道衛理中學、金巴崙長老會耀道小學、中華基督教青年會小學、香港普通話研習社科技創意小學、潮陽百欣小學、宣道會葉紹蔭紀念小學、大埔浸信會幼稚園天澤邨分校、神召會禮拜堂天澤幼兒園、香港基督教服務處天恒幼兒學校、仁濟醫院明德幼稚園、天水圍宣道幼稚園。

### 居民
受停電事故影響，消防處獲新界區最少88宗市民被困升降機的報告。中電企業發展總裁莊偉茵向受影響客戶致歉，並指出中電透過調配輸電，於事故當晚 (2022年6月21日) 11時半陸續14萬客戶恢復電力供應，但不包括天水圍天晴邨、天澤邨、天悅邨及天富苑的電力供應，相關維修預計需時兩個工作天。天水圍的供電於事故翌日 (2022年6月22日) 早上約八時已全面恢復，但供電仍不穩，並期望用戶節約用電減負荷，相關影響可能維持數天，並向用戶致歉。

### 政府設施
受停電事故影響，康文署表示有15處康樂及3處文化場地需要提早關閉。包括：鳳琴街體育館、元朗體育館、羅弼時爵士壁球場、元朗賽馬會壁球場、西菁街網球場、元朗游泳池、屏山天水圍游泳池、屏山天水圍體育館、天水圍游泳池、天瑞體育館、天水圍體育館、天暉路體育館、天水圍運動場、天業路公園人造草地足球場、天水圍公園網球場、元朗劇院、屏山天水圍公共圖書館學生自修室及元朗公共圖書館學生自修室。入境處的元朗身分證換證中心於2022年6月21日需要提早關閉。民政事務署於停電期間開放朗屏社區會堂及天暉路社區會堂供居民休息。天悅郵政局於2022年6月22日需要延遲開放。

## 各方反應

### 政府
火警大致救熄後，香港消防處發出火警特別通知指出受影響地區可能停電。火警救熄後一小時，香港政府透過新聞公報，公布已啟動緊急事故中心處理事件。事故當晚（2022年6月21日）9時及10時，元朗民政事務處和香港警務處分別發稿交代事件。翌日（2022年6月22日）凌晨，消防、警方及中電代表見記者交代事件。政府新聞網及「添馬台」Facebook事發後大半日沒有提及這件事。即將卸任的行政長官林鄭月娥沒有回應事件。保安局局長鄧炳強於翌日（2022年6月22日）出席立法會大會前見記者，指出不發出警報系統的原因「由於一響就是全港性，這次影響主要在屯門及元朗區，所以我們認為使用全港性的警報系統未必最適宜。」事發後十多小時，即將升任環境及生態局局長的環境局副局長謝展寰到現場視察，亦被質疑太遲。有記者向謝展寰提問：「為何昨晚沒有官員來關心居民？」他指出：「我們昨晚已經啟動緊急應變系統。第二，同事徹夜與中電人員一起來督促盡快恢復提供電力，就這次事件政府十分抱歉。」。元朗區區議會開會討論大規模停電事件期間，通訊辦首席規管事務經理梁萃才於會上解釋無法發出警報系統的原因「用戶要收到緊急警示系統的訊息，他的兼容流動電話必須要在訊息發放時連接到本地流動電訊網網絡，如果當時他完全沒本地流動網絡覆蓋，他不會收到緊急警示系統的訊息。」

### 政界人士
- （新界北選區）立法會議員劉國勳：「要求中電為受影響居民提供電費減免，停電影響數十萬人口，但這個緊急警示系統竟然沒響，沒有發揮作用、形同虛設。」

- （選舉委員會界別）立法會議員陸頌雄：「中電在保證利潤下有責任確保供電穩定。」

- （新界北選區）立法會議員張欣宇：「昨日是緊急警示系統發揮作用的時機，但當局沒有使用，會要求當局交代原因。機電工程署會否要求兩間電力公司展開緊急風險評估，檢視全港所有輸電和配電設備，避免事故重演。」

- （新界東北選區）立法會議員陳克勤：「官員事發後沒現身交代詳情，要等到恢復供電才露面，希望下屆政府能夠改善。事件反映基建設施脆弱，雖然香港現時的恐襲風險中度，但如果有人攻擊基建設施，將對民生造成很大影響，促請政府做好風險評估，企業亦要做好保安工作。」

- （選舉委員會界別）立法會議員簡慧敏：「水電能源、通訊交通等領域，都屬於關鍵基礎設施，一旦出現問題會引起社會大亂。我早於今年2月已在立法會提到，政府應參考內地《關鍵信息基礎設施安全保護條例》，既要設立機制來保障關鍵基礎設施，亦要全面提升政府和市民的保護意識。要求中電盡早搶修，並盡快交代事故原因。」

張欣宇、楊永杰、梁文廣和林素蔚建議，保安局和民政總署可以即時啟動緊急應變機制，並成立地區統籌中心，即時回應突發情況。而民政總署可以與地區組織動員前往不同屋邨去了解一些獨居老人、在家裡有用電需要的病人等，並及早開啟社區中心，讓受影響人士入住，為他們提供食物和日常用品。
- 天水圍南分區委員會委員周永勤：「會否有黑暴藉着七一臨近乘機搞事？其實中電是知道他們有甚麼敏感的輸電幹道，也應盡快與警方或安保部門合作，加強那裏的監察及防衛。」

- 天水圍南分區委員會委員陳思靜：「這麼大的事件，你（通訊辦）都可以說是個別事件，不是全港性事件，而不用這系統，那你（通訊辦）製作這系統來做甚麼？」

- 天水圍北分區委員會委員劉錫文：「這次起初我真的以為是恐襲，為何電纜橋會無端起火？」[13]

### 學校
天水圍14間中小學因大範圍停電，星期三（2022年6月22日）要停課一天。復課後（2022年6月23日），中華基督教青年會小學響應中電「節約用電」的呼籲，決定首兩節課，若然氣溫許可，課室裏兩部冷氣只會開一部。該校校長程志祥接受傳媒訪問並解釋相關決定：「當然老師都會判斷，如果氣溫很高，都會開所有冷氣機。如果氣溫許可的話，會在課室關掉一部冷氣機。我讀書年代其實都沒冷氣，最初教書年代也沒有，其實一樣能渡過。預料措施會實行到星期五（2022年6月24日），會視乎情況決定下星期會否繼續。」

## 善後和修復
中電於2022年6月24日凌晨3時重新鋪設三組13.2萬伏特高壓電纜中的第一組並正式通電，正爭取在2022年6月28日或之前完成鋪設另外兩組高壓電纜並通電。中電於2022年6月24日晚上指已在當天下午向政府提交初步報告，交代事件的經過、電纜橋的圖則、運作情況、過去維修和檢查紀錄、復電的詳情和優次，以及復修工程計劃等。渠務署指，已與中電就電纜橋清理事宜協商。中電初步預計如天氣許可，可於約一星期內清理該電纜橋，並已制定暴雨時的應變措施。渠務署表示會密切留意天氣狀況及元朗明渠的排水情況。
到2022年7月6日，中電向政府提交進一步報告，指多項化驗和分析結果未完備，未能確定起火成因。報告指，中電、警方、消防處、政府化驗所及其他政府部門都同意，事故並非由不正當行為引起；電力保護裝置運作正常，已經即時啟動及隔離損毀的供電線路，不構成事故成因；事發當日天氣酷熱，但天氣這環境因素亦不被視為事故成因。起火的電纜橋在1992年啟用，設計符合相關法定要求，事故發生後，已即時審視另外4條電纜橋，確認運作正常。中電對受影響客戶致歉，指會繼續與相關政府部門保持緊密溝通，全力進行事故的調查及跟進工作，並適時向公眾交代調查結果。中電提出改善措施，包括為轄下所有電纜橋內的電纜塗上阻燃塗層，加強保安系統和防火裝置，就電纜橋供電可靠性進行風險評估，檢討應變措施並進行演練。機電署表示會繼續跟進事故，督促中電盡快完成深入調查以確定起火原因並審視其報告內容，指中電初步估計橋內高壓裝置或機電設施起火，正循這方向作深入調查。香港政府表示，在晚上約八時收到中電向機電署署長提交的詳細報告，正審視報告內容及技術性資料，並會在有需要時要求中電澄清及提供進一步資料。政府指非常關注電纜意外，一直和中電密切跟進事態發展和後續工作，所有電纜已經完成修復工作，中電現正移除涉事電纜橋。
2022年8月22日，機電工程署表示中華電力有限公司已完成調查，並於中午約12時向機電署署長提交最終報告。報告中，中電分別闡述當日意外的起火位置、事故起因及改善措施，其中指出起火位置相信在鄰近擴業街入口，並與附近的低壓電力裝置有關。中電稱，已為轄下所有電纜橋作出改善措施，包括加裝防火及滅火裝置、更換所有或會引致火警的低壓電力裝置等。並正為相關輸電設施進行風險評估，以檢討發生事故時的應變措施及計劃進行相關演練。
另外，機電署亦正聯同獨立第三方專家仔細審視報告，評估上述事故原因是否理據充分及改善措施是否適切。在有需要時，機電署會要求中電釐清報告內容和提供進一步資料。機電署已要求中電在適當時候向外公布報告的具體內容。就是次事故，政府已收悉中電於意外發生後3日(6月24日)和2周後(7月6日)所提交的初步及詳細報告，惟對意外的成因，由於專家收集樣本的詳細化驗及相關分析工作需時，所以中電需要更多時間擬備最終報告。

## 市民入稟索償
2023年3月，其中一名市民入稟小額錢債審裁處，向中電申索逾6,500元損失，稱停電導致其雪櫃中冷藏的食品變壞；中電早前則申請剔除訴訟，指其為「無理瑣碎的纏繞」。暫委審裁官陳嘉行在2023年3月23日表示，不排除中電在事件上有「謹慎責任」，又指雖然中電在事故後的報告中有提出改善措施，但未知中電在事故發生前，有否盡責確保電纜安全等，不能夠排除中電失職的可能，裁定申索人的中期申索成功，撤銷中電的剔除申請。審裁官將案件押後至8月28日再訊，訟費則留待審訊後一併處理。